# خوشحال سادات
خوشحال سادات معروف به ستر جنرال خوشحال سادات فرمانده نظامی و معین ارشد سابق وزارت امورداخله افغانستان و از قوم سادات پشتون بوده‌است.